# ایم هیوک
این یک نام کره‌ای است؛ نام خانوادگی ایم است.
ایم هیوک (کره‌ای: 임혁؛ زادهٔ ۳۱ مه ۱۹۴۹) بازیگر اهل کره جنوبی است. او از سال ۱۹۶۹ در مجموعه‌های تلویزیونی، مخصوصاً درام‌های تاریخی مشغول فعالیت است.

## مجموعه تلویزیونی
- ۱۹۸۰ رقص آسمان شکسته (در نقش سونگ سام مون)
- ۱۹۸۲ باد و ابر (در نقش امپراتور چول جونگ)
- ۱۹۸۳ تأسیس پادشاهی (در نقش امپراطور گونگمین)
- ۱۹۹۰ شاهزاده دِوونگ‌گون (در نقش کیم بیونگ گی)
- ۱۹۹۱ مسیر سلطنتی (در نقش هونگ این هان)
- ۱۹۹۲ سه پادشاهی (در نقش فرمانده یانگ مانچون)
- ۱۹۹۵ قصر غربی (در نقش پرنس ایم هه)
- ۱۹۹۶ اشک‌های اژدها (در نقش ها ریون)
- ۱۹۹۸ پادشاه و ملکه (در نقش ایم سا هونگ)
- ۲۰۰۱ امپراتریس میونگ‌سونگ (در نقش میورا گور)
- ۲۰۰۳ عصر جنگجویان (در نقش دو گیونگ سونگ)
- ۲۰۰۳ همسر پادشاه (در نقش یی یی چوم)
- ۲۰۰۵ شین دون (در نقش ته گو بو)
- ۲۰۰۶ فرمانروا ته‌جویونگ (در نقش فرمانده ته جونگ سانگ)
- ۲۰۰۹ امپراتور آهن (در نقش سو هوی)
- ۲۰۱۲ رویای فرمانروای بزرگ (در نقش کیم آل چون)
- ۲۰۱۶ جانگ یون شیل (در نقش یون تک سانگ)